# Novopohanství

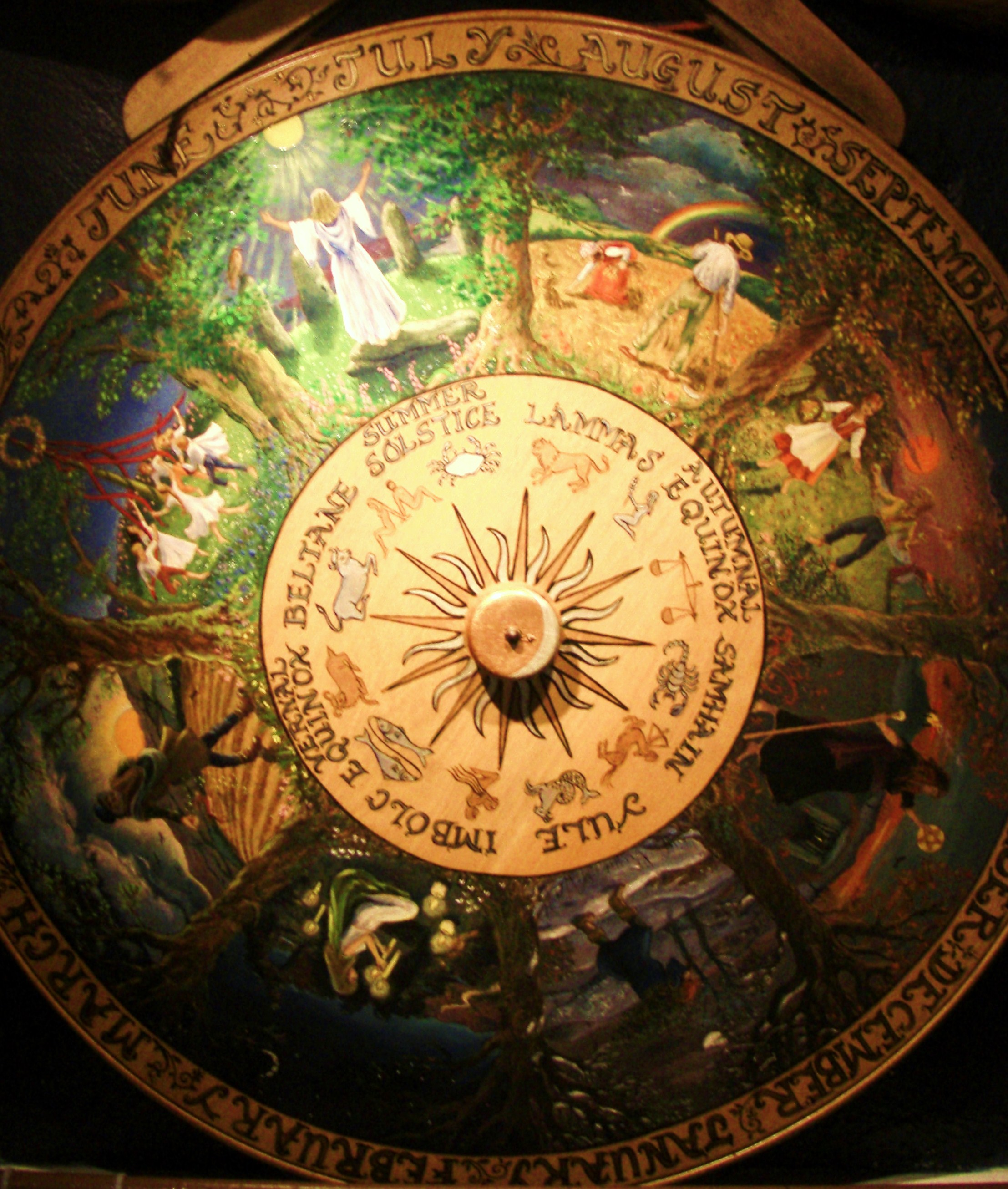
Častým motivem novopohanských směrů je tzv. Kolo roku představující koloběh pravidelně se opakujících sezónních svátků a slavností, pro novopohanství charakteristický. Na tomto jsou znázorněny keltské (též wiccanské) svátky. Umístěn v muzeu čarodějnictví v anglickém Boscastlu.

Novopohanství nebo neopohanství, běžně také moderní pohanství, často hovorově jen pohanství, jsou souhrnné názvy pro nová náboženská hnutí navazující na odkaz zaniklých starověkých náboženství (resp. předkřesťanských náboženství) zejména pro oblasti Evropy. Přestože jde o velmi různorodou skupinu hnutí, většinu z nich spojuje polyteismus, animismus či panteismus, přírodně orientovaná spiritualita, kult předků a důraz na rituální praxi. Novopohanství se může prolínat s různými esoterickými a okultními proudy, především neošamanismem, rituální magií neboli moderním čarodějnictvím a New Age.
Vzhledem k tomu, že pramenem novopohanství jsou především informace o zaniklých domorodých náboženství Evropy, je rozšířeno především v Západním světě a ve východní Evropě. V anglosaském prostředí jsou rozšířeny především tradice jako wicca nebo neodruidismus, které kladou menší důraz na etnicitu, zatímco v severní a východní Evropě především tradice etnické jako germánská nebo rodnověří, které usilují o rekonstrukci historických náboženství praktikovaných konkrétním etnikem. První ze zmiňovaných proudů je pro svůj charakter označován jako eklektické pohanství, druhý jako etnický rekonstrukcionismus, v praxi však zůstává hranice mezi nimi nejasná.
Výrazy novopohanství (neopaganism), moderní pohanství (modern paganism) a pohanství jsou běžně užívány v akademické sféře stejně jako stoupenci těchto hnutí, ale někteří takové označení z různých důvodů odmítají. Odmítnutí se může týkat nejen moderního výrazu novopohanství, ale i samotného pohanství jakožto pojmu vzešlého z křesťanské kultury a mající pejorativní význam. Místo nich bývají upřednostňovány pojmy etnické či přírodní náboženství. 
Existují také výrazy jako heathen, helén nebo jazyčník, která se vztahují ke konkrétní předkřesťanské tradici. Ty sice doprovází obdobná kontroverze jako výrazy pohan, pohanství, používají je směry etnických rekonstrukcionistů za účelem se odlišit od eklektických forem novopohanství. Kromě toho existují určité názvy hnutí (novotvary) jako ásatrú nebo rodnověří, které opět odkazují k určitému hnutí nebo k obecnější etnické tradici (rodnověří – slovanství apod.).

## Vztah k ostatním náboženstvím
Novopohanská hnutí se zpravidla staví odmítavě k organizovaným abrahámovským náboženstvím jako je křesťanství, někteří novopohané dokonce zaujímají vůči nim nepřátelský postoj a vyčítají jim potlačení starověkých vyznání a zánik lidových tradic. Sympatie mohou chovat k doposud existujícím tradičním a domorodým náboženstvím. Skrze prolínání s esoterickými a okultními proudy a New Age se projevuje blízkost k těmto směrům a také k východním náboženstvím. 
Přesto existují novopohanské synkretické směry, které libovolně čerpají z lidového nebo esoterického křesťanství jako je Trinitarian Wicca (též Christian Wicca, křesťanská Wicca) a začleňují křesťanské prvky do novopohanského učení a praxe.

## Rozšíření

### Ve světě

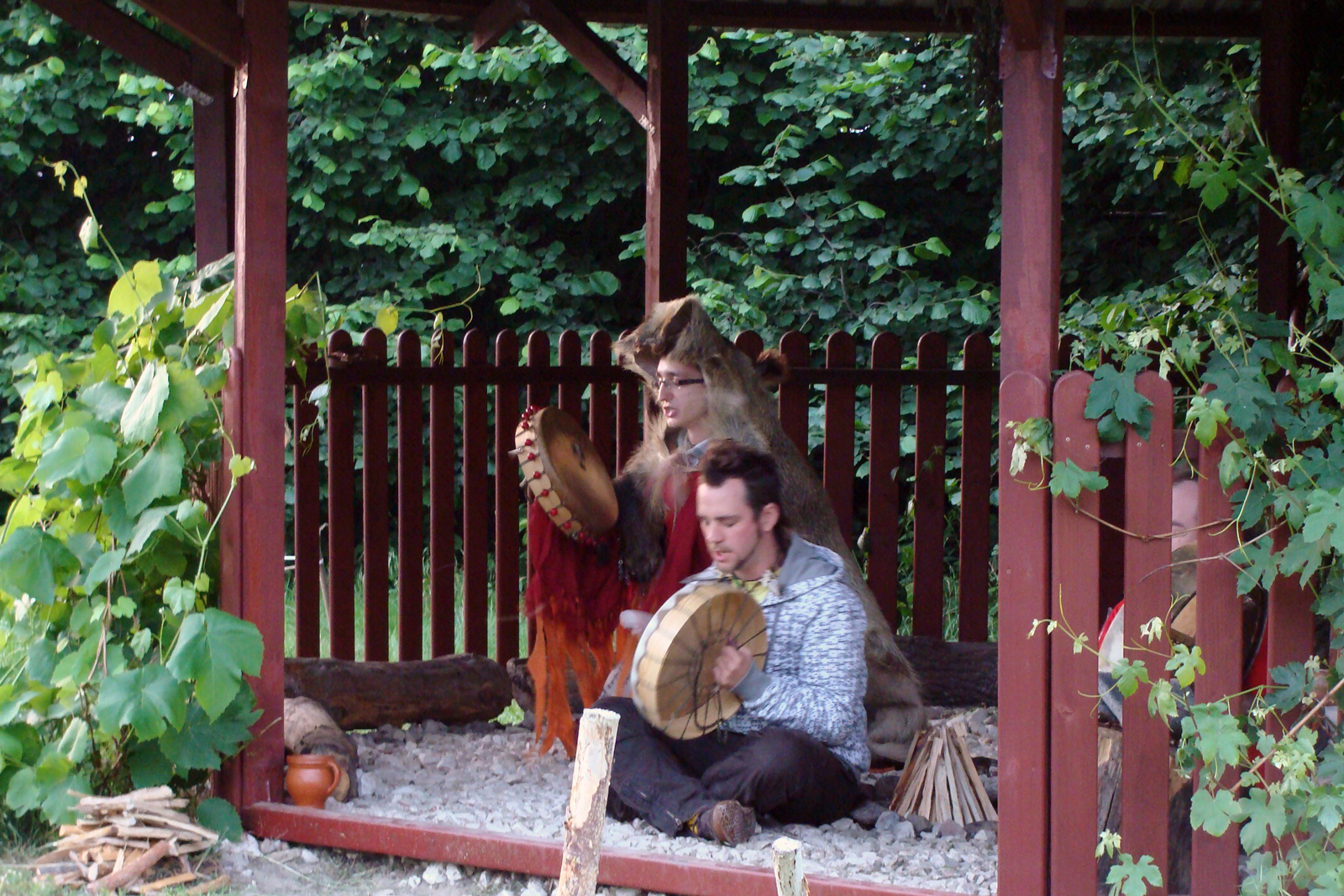
Šamanské bubnování v Polsku, Noc Kupala, 2010

Novopohanství je rozšířeno především ve Spojených státech, Kanadě, Austrálii a Evropě. Americký badatel Michael Strmiska rozdělil moderní pohanství podle geografických zón na východoevropskou, severoevropskou, západoevropskou a transatlantickou formu. Rozšíření pohanství ve světě také nepřímo souvisí s náboženskou svobodou a úpadkem tradičních náboženských představ (zejména v tradičně křesťanských zemích).

### Česko a Slovensko
V Česku se ve sčítání z roku 2021 přihlásilo 2 764 osob, přičemž dalších 189 se přihlásilo k druidismu. Religionista Zdeněk Vojtíšek uvádí jako specifický rys českého novopohanství zastoupení velkého množství tradic a v roce 2022 zmínil zvyšující se oblibu severského novopohanství. Kromě toho je praktikována také rodnověří, wicca, eklektické čarodějnictví, neošamanismus, neodruidismus a další.
Na Slovensku se vystoupili veřejně první novopohané roku 1995, kdy vůdce novopohanské skupiny, vystupující pod jménem Žiarislav, založil se svou tehdejší družkou Weleslavou Spoločnosť vedomeckého učenia pre pôvodné prírodné duchovno – Rodný kruh, aktivní dodnes. Dále působí další společenství jako Mokošin kruh nebo Karpatský Pecúch.

## Seznam novopohanských směrů

### Eklektické a synkretické směry
| symbol                              | směr                                 | zdroj |
| ----------------------------------- | ------------------------------------ | --- |
| pentakl                             | wicca                                | historické a moderní čarodějnictví, esoterismus, New Age, synkretismus, keltské a řecko-římské náboženství, domorodá americká náboženství   |
| awen                                | neodruidismus                        | druidství, keltské náboženství, New Age, svobodné zednářství                                                                                |
| symbol spirály                      | neošamanismus                        | šamanismus, New Age, domorodá náboženství                                                                                                   |
| symbol Bohyně                       | hnutí Bohyně                         | esoterismus, synkretismus, New Age, feminismus                                                                                              |
| symbol Bohyně                       | Církev všech světů (CAW)             | esoterismus, New Age, Teorie Gaia |
| křesťanský keltský kříž s pentaklem | křesťanopohanství a křesťanská wicca | synkretismus, esoterické křesťanství, moderní čarodějnictví, druidství, gnosticismus, různé mytologie, New Age, mariánská úcta a mariologie |

### Etnické rekonstrukcionistické směry
| symbol                    | směr                                               | předloha                                                                           |
| ------------------------- | -------------------------------------------------- | ---------------------------------------------------------------------------------- |
| mjöllni (Thórovo kladivo) | germánské (severské) novopohanství                 | severské náboženství a mytologie, starogermánské náboženství, moderní runová magie |
| symbol zvaný kolovrat     | rodnověří (slovanské novopohanství)                | staroslovanské náboženství a mytologie, srovnávací mytologie                       |
| triskeles                 | keltské novopohanství                              | keltské náboženství a mytologie, irská mytologie, velšská mytologie, druidství     |
|                           | helénismus (řecké novopohanství)                   | řecké náboženství a mytologie                                                      |
|                           | římské tradiční náboženství (římské novopohanství) | římské náboženství a mytologie                                                     |
|                           | Romuva (litevské novopohanství)                    | baltské náboženství, baltská a litevská mytologie                                  |
|                           | kemetismus, netjerismus (egyptské novopohanství)   | egyptské náboženství a mytologie                                                   |
|                           | atonistický kemetismus                             | atonismus (monoteistický kult Amarnského období)                                   |
|                           | hetanismus (arménské novopohanství)                | arménské náboženství a mytologie                                                   |
|                           | semitské novopohanství                             | semitské náboženství a mytologie                                                   |
|                           | zuismus (sumerské novopohanství)                   | sumerské náboženství a mytologie                                                   |
|                           | Dievturība (lotyšské novopohanství)                | lotyšské náboženství a mytologie                                                   |
|                           | zalmoxianismus (rumunské novopohanství)            | zalmoxismus, thrácké náboženství                                                   |
|                           | finské novopohanství                               | finské náboženství a mytologie                                                     |
| světový strom             | maďarské novopohanství                             | staromaďarské náboženství a mytologie, tengrismus, šamanismus                      |
|                           | estonská rodná víra (estonské novopohanství)       | estonské náboženství a mytologie                                                   |
| kladivo-kříž              | čerkeské (adygejské) novopohanství                 | českeské náboženství a mytologie                                                   |
|                           | erzjanská rodná víra (mordvinské novopohanství)    | mordvinské náboženství a mytologie                                                 |
|                           | assianismus (osetské novopohanství)                | osetské náboženství a mytologie                                                    |
| –                         | udmurtské novopohanství (Udmurt Vos)               | udmutské náboženství a mytologie                                                   |
| –                         | abchazské novopohanství                            | abchazské náboženství a mytologie                                                  |

### Sporné směry
Na hranici s novopohanstvím se nachází také některé esoterické řády a náboženské sekty jako například Crowleyovo náboženství Theléma nebo různé formy germánského mysticismu. Jedná se o různé odštěpné, odvrácené nebo okultistické skupiny. S novopohanstvím souvisí nebo s ním mohou souviset jen okrajově. 
V prostředí rodnověří se snaží působit sekta slovanských védistů, původně odštěpená odnož rodnověrců, která usiluje o získání stoupenců slovanského rekonstrukcionismu pro své pseudoslovanské učení a rozšiřování sekty. Takzvaná inglingská církev se již rozšířila ze své původní oblasti v Rusku dál na západ včetně Slovenska a Česka, ale také do Severní Ameriky. Sekta se odvolává na náboženství starých Slovanů a své knihy jako Slavjano-árijské védy vydává za původní slovanské písemnosti. Navzdory těmto skutečnostem slovanští védisté ještě stále splňují definici novopohanství.
| symbol | směr                           | zdroj |
| ------ | ------------------------------ | --- |
|        | inglismus (slovanský védismus) | hnutí A. J. Chiněviče, esoterismus, staroslovanské náboženství, pseudovědecké a konspirační teorie, východní nauky, víra v mimozemské civilizace, UFO |
|        | Theléma                        | Aleister Crowley, esoterismus, západní mystika, kabala, jóga                                                                                          |

## Terminologie
Vyznavači archaických náboženství, k jejichž odkazu se dnešní pohané hlásí, neměli pro své konkrétní náboženství žádné specifické označení, do jisté míry byly užívány pouze opisné výrazy jako latinské mos maiorum „zvyk předků“ nebo severské siðr „obyčej“.
Současnému pojetí terminologie je nejblíže starověký pojmem religio romana či častěji jen religio. Ten se však nemusí nutně vztahovat pouze k samotnému římskému náboženství, ale díky jisté multikulturalitě Římské říše obecně ke všem náboženstvím, která byla jejími obyvateli vyznávána. Pojem religio je tedy ze své podstaty poměrně obecný a spíše než konkrétní náboženství označoval souhrnně ta náboženství, která byla Římským státem uznávaná. Náboženství, které byla v Římské říši ilegální (což ale mohlo zahrnovat i z tehdejšího pohledu příliš fanatické uctívání jakéhokoliv kultu), byla analogicky souhrnně označována jako superstitio, pověra. Za jednu z těchto ilegálních pověr bylo do začátku 4. století označováno i křesťanství.
Až potřeba po slově označujícím člověka nevyznávajícího křesťanství vedla ke vzniku výrazů jako je latinské paganus, staroanglické hǣthen, řecké hellén nebo starocírkevněslovanské iazykъ, s významem „nekřesťan“. Všechna tato slova jsou tak původně exonymy, poprvé užitými křesťany a zpravidla užívaná s hanlivou a negativní konotací. Taktéž se jedná o obecná označení, která neberou ohled na rozdílnost jednotlivých „pohanských“ náboženství a všechna je chápou jako v základě stejná.
Přijetí těchto slov, ač původem křesťanských a hanlivých, současnými následovníky archaických náboženství je vysvětlováno několika způsoby. Může vyjadřovat jak odmítnutí křesťanství, případně judaismu či islámu, a radikální rozchod s ním, ale také přihlášení k pozitivnímu obrazu pohanství, vzniklému v romantismu 19. století. Posledním důvodem může být hrdé přihlášení k něčemu co křesťanství, případně jiná náboženství, potlačovalo a zakazovalo a vzdání cti svým dávným předchůdcům, podobně jako homosexuálové přijali původně hanlivý termín queer za svůj a snaží se mu dát pozitivní rozměr, nebo jako bojovnice za ženské práva přijaly termín sufražetka.

### Pohanství a novopohanství

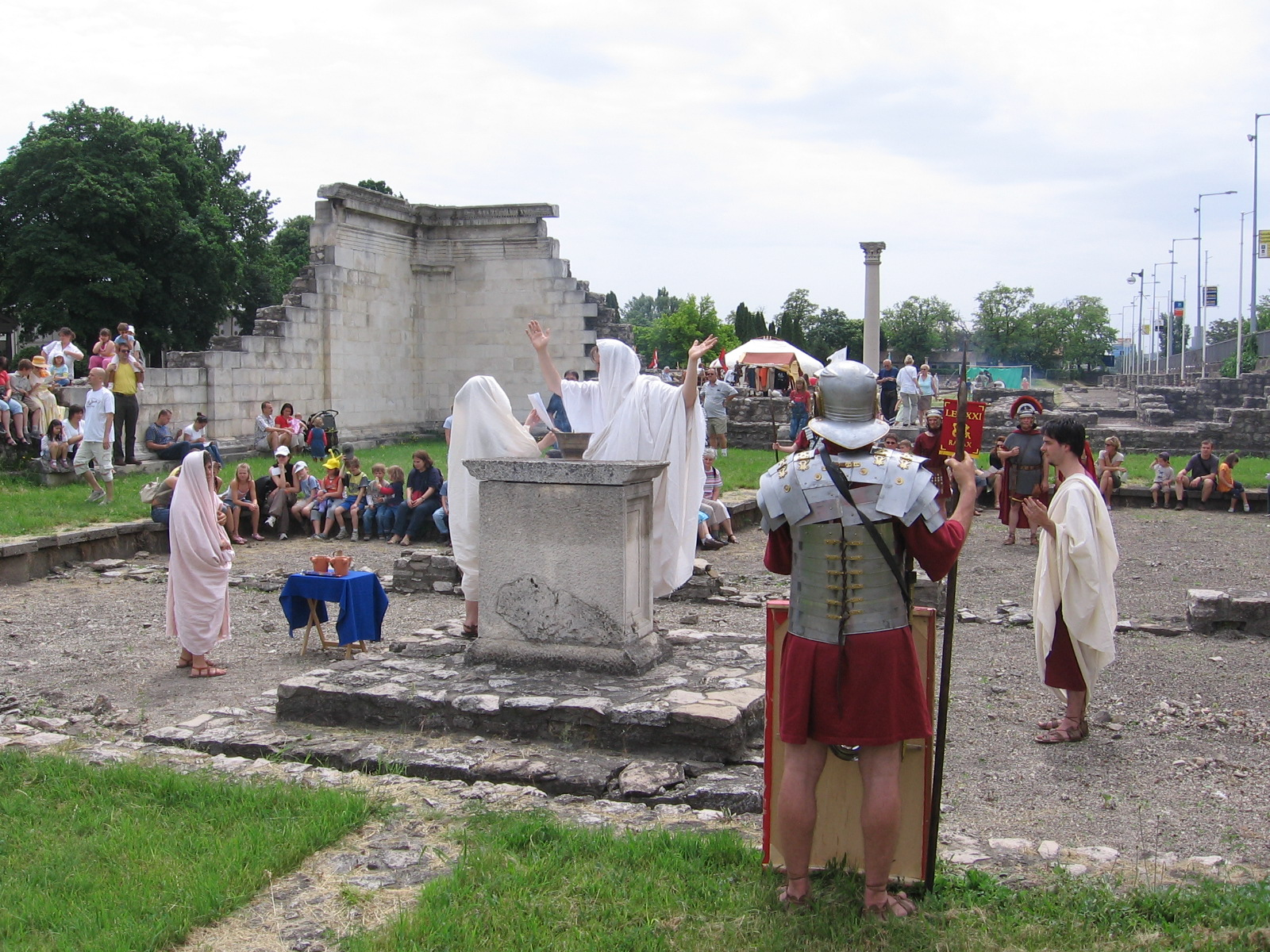
Obřad sdružení Nova Roma rekonstruující původní řecko-římské náboženství, římský svátek Florálie, Aquincum (Budapešť)

Více než pohan a pohanství jsou kontroverzní termíny novopohan a novopohanství. Současní pohané předponu novo- často odmítají a chápu sami sebe jako následovníci stejného náboženství jako jejich předchůdci, často též poukazují že přes výrazné rozdíly mezi praxi i učení jiných náboženstvích v různých dobách se nemluví o novokřesťanech či novomuslimech. Akademičtí badatelé však z praktických důvodů a potřeby odlišit historické a současné pohany shledávají tento pojem užitečným, ač často dávají přednost kompromisním termínům jako současné pohanství (anglicky Contemporary Paganism) nebo moderní pohanství (Modern Paganism).
Termíny novopohan a novopohanství, respektive neopagan a neopaganism, vznikly v 19. století a původně odkazovaly na obrozenecké a revivalistické tendence v renesanci a romantismu, zpravidla filhelénského zaměření. V polovině 30. let 20. století se počaly užívat k popisu některých nových náboženských hnutí, například Hnutí německé víry nebo Hnutí polských nacionalistů Zadruga, a to zpravidla lidmi vně těchto skupin a v pejorativním smyslu. Jako sebeoznačení se pojem novopohanství počal používat v letech 1964–1965 v textech vydávaných britskou Witchcraft Research Association a rozšířil se i mezi americké následovníky moderního čarodějnictví. V širším pohanském hnutí byl termín popularizován Oberonem Zell-Ravenheartem, zakladatelem Církve všech světů, v časopise Green Egg v roce 1967 a od 70. let se pojem stal běžným.
Pojem novopohanství, respektive anglické Neopaganism, je někdy používán pouze pro formy současného pohanství s kořeny v americké kontrakultuře 60. let, někdy označované též jako eklektické pohanství, jež se vyznačují určitými odlišnostmi od různých rekonstrukcionistických, etnických a okultních forem současného pohanství, ale také od Britské tradiční wiccy. V podobném duchu rozdělil Isaac Bonewits pohanství, jež chápe jako totožné s polytheistickými náboženstvími, na:

- paleopohanství – původní domorodá polyteistická náboženství, ať už historická, nebo současná
- mesopohanství – náboženství spojující paleopohanství s dualismem, monotheismem či nontheismem jako afroamerická náboženství, svobodné zednářství, Teosofie, spiritualismus, mahajánový buddhismus, theléma, ódinismus nebo Britská tradiční wicca
- novopohanství – náboženství spojující paleopohanství s humanismem, pluralismem a inkluzí jako Církev všech světů, některé formy wiccy jako Reclaiming, některé formy severského novopohanství, Ár nDraíocht Féin nebo Henge of Keltria

### Historické termíny

#### Pohan

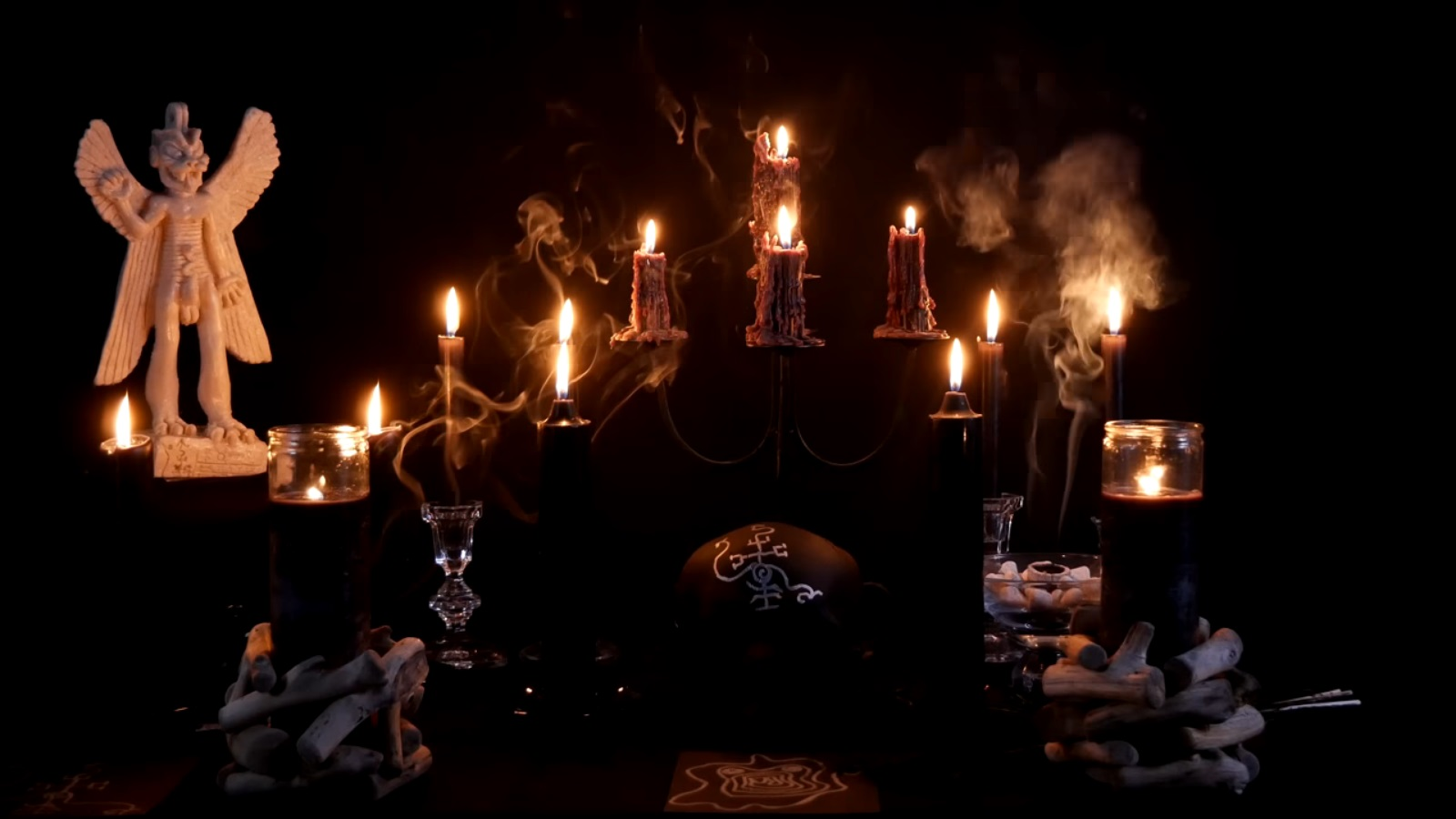
Zuistický oltář zasvěcený Pazuzu

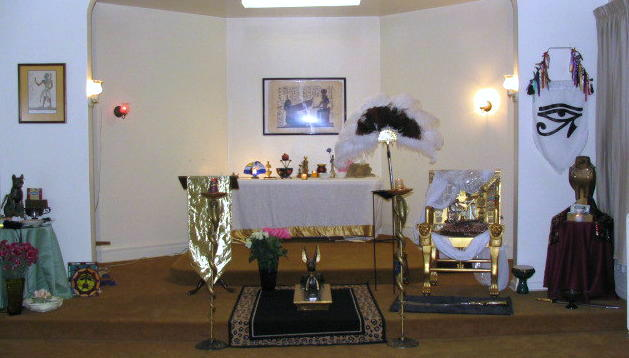
Kemetistická svatyně organizace Kemetic Orthodoxy

České slovo pohan ve významu „příslušník některého z náboženství uznávajících mnohobožství; člověk vyznávající jinou víru než křesťanství“ nebo expresivně a hanlivě „člověk nevěřící v existenci Boha“ vychází z latinského adjektiva pagānus „venkovský“ a to zase z pagus „venkovský okres, venkov“. Důvod, proč se stalo se adjektiva pagānus mezi lety 360 až 420 v latinské části Římské říše substantivum pagānus „pohan“, není zcela jasný. Podle tradičního výklad zastávaného ve středověku, ale převládající i na počátku 21. století, došlo ke změně významu v situaci, kdy předkřesťanská náboženství přežívala na venkově, a je to označení hanlivé a pohrdavé, které mělo poukázat na nekulturnost a barbarství vyznavačů starých náboženství. Problémem takového výkladu je však fakt, že na počátku 4. století zůstávalo „pohanství“ v Západořímské říši stále náboženstvím městským a vyznávaným elitami. Slovo pagānus, pokud bylo užito ve významu „venkovský“, navíc mělo pozitivní či neutrální konotaci, na rozdíl od běžnějších výrazů rusticus a agrestis, tedy nevyjadřovalo nekulturnost či neotesanost.
Na základě faktu, že významem slova pagānus bylo v období raného císařství nikoliv „venkovský“, ale „civilní“ jako opak k „vojenský“, již v 16. století spisovatel Andrea Alciato navrhl odlišný důvod k užívání slova pagānus: kontrast pohanů „civilistů“ s křesťany jako vojáky Kristovými. I takový výklad je však problematický – výraz milites Christi byl opravdu hojně užíván například Tertulliánem (160–220), ten však užíval pro nekřesťany výrazy gentes, nationes, ethnici, zatímco výrazu pagānus užil jen dvakrát, a to vždy zjevně ve smyslu civilisty, v jednom z těchto případů dokonce výslovně ve smyslu křesťanského civilisty. Klasický badatel Alan Cameron poukazuje na fakt, že ještě na přelomu 4. a 5. století Aurelius Augustinus uvádí výraz pagānus, ač jej sám s oblibou užíval, jako výraz lidový či nový. Po vzoru klasické badatelky Christine Mohrmann považuje význam „nekřesťan, pohan“ za odvozený z dalšího významu pagānus, a to „nepatřící ke skupině, nečlen, osoba bez úřadu, soukromá osoba“ a považuje jej spíše za neutrální výraz původně označující jen fakt, že daná osoba není členem křesťanské církve.

#### Heathen

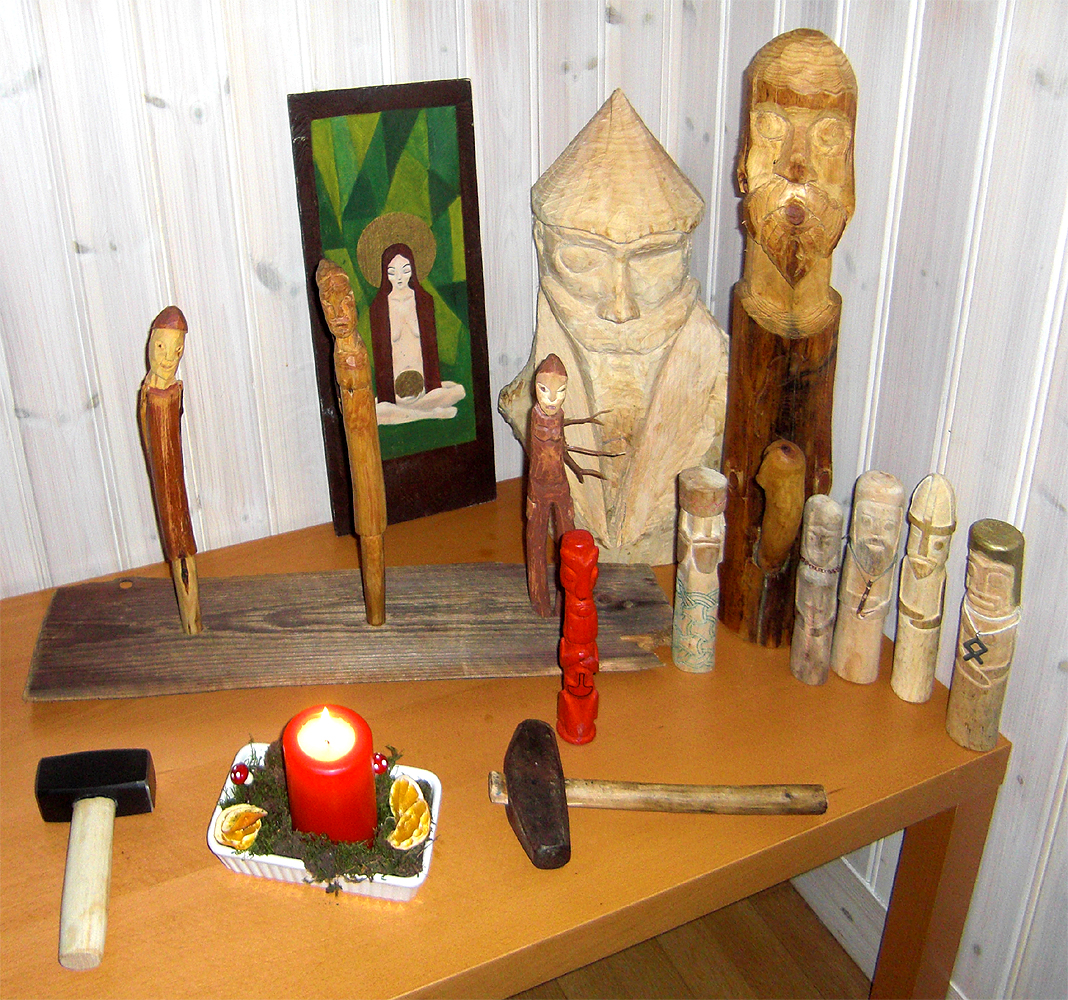
Domácí oltář stoupence skupiny Forn Sed, švédský Gothenburg

Anglické slovo heathen vykládá The American Heritage Dictionary jako hanlivý výraz pro toho „kdo není křesťan, muslim ani žid“, nebo „vyznavače germánského novopohanství“, případně hovorově „člověka nábožensky lhostejného, necivilizovaného, neosvíceného“. Oxford Lexico vykládá toto slovo jako „osoba, která nenáleží k náboženství většiny (především taková která není křesťan, žid či muslim)“, případně „polytheista, pohan“ nebo hovorově „člověk postrádající kulturu či morálku“.

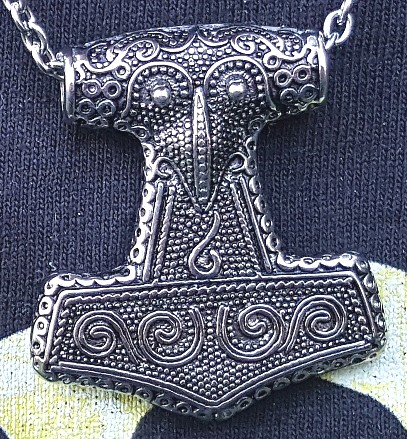
Replika Mjöllniru je nejrozšířenější amulet severských novopohanů

Slovo heathen má své protějšky v dalších germánských jazycích jako nizozemské heiden, německé Heide nebo islandské heidhin a vychází ze staroanglického hǣthen „obyvatel otevřené krajiny, divoch“ a to zase z hǣth „neobdělávaná zem, vřesoviště“. Význam „nekřesťan, pohan“ vychází nejspíše z Wulfilova překladu Bible do gótštiny, v kterém je užito výrazu haiþno „pohanka“ jako překladu pro řecké gune hellenis. Lze předpokládat, že právě z toho překladu se rozšířilo posunutí významu do dalších germánských jazyků, stejně jako se stalo v případě dalších výrazů základní křesťanské slovní zásoby. Slovo haiþno „pohanka“ tak může být odvozeno od haiþi „obyvatel divoké krajiny, vřesoviště“, přičemž tím byla po vzoru latinského paganus vyjádřena necivilizovanost pohanů, zároveň je však možný vliv vnější podobnosti s řeckým ethné užívaném pro „(pohanské) národy“ v překladech Bible. Haiþno dokonce může být přejímkou tohoto řeckého slova prostřednictvím arménského hethanos, snad jen lidovou etymologií spojeného s haiþi. Germanista Dirk Boutkan se naopak domnívá že haiþno vychází z pragermánského *haiþana, jehož význam „obyvatel vřesoviště“ však vykládá jako „žijící na společné půdě, člen komunity“ a považuje jej za neutrální výraz, který sami pro sebe používali vyznavači tradičních náboženství, nikoliv hanlivé označení vzniklé v křesťanském prostředí.
Přes svoji původní hanlivost se anglické slovo heathen, heathenism a heathenry nebo německé Heidentum stalo oblíbeným u následovníků germánské předkřesťanské tradice. Podle Mattiase Gardella slovem se chtějí odlišit od pohanů obecně, pohanů jiných tradic i vyjádřit odstup od různých praktik a představ které považují za vlastní hnutí New Age, podle Jenny Blain britští heatheni užívají termín novopohanství především pro různé formy eklektického pohanství. Lidé, jejichž mateřská řeč nenáleží mezi germánské jazyky, nejsou s hanlivostí výrazu heathen vždy obeznámeni či na ní mají tendenci zapomínat. Z těchto důvodů je například ruský výraz rodnoverie často překládán anglickým heathenism, nikoliv jako paganism, čímž může být zároveň vyjádřen stejný odstup od eklektického novopohanství, jako mají následovníci germánských tradic.

#### Hellén

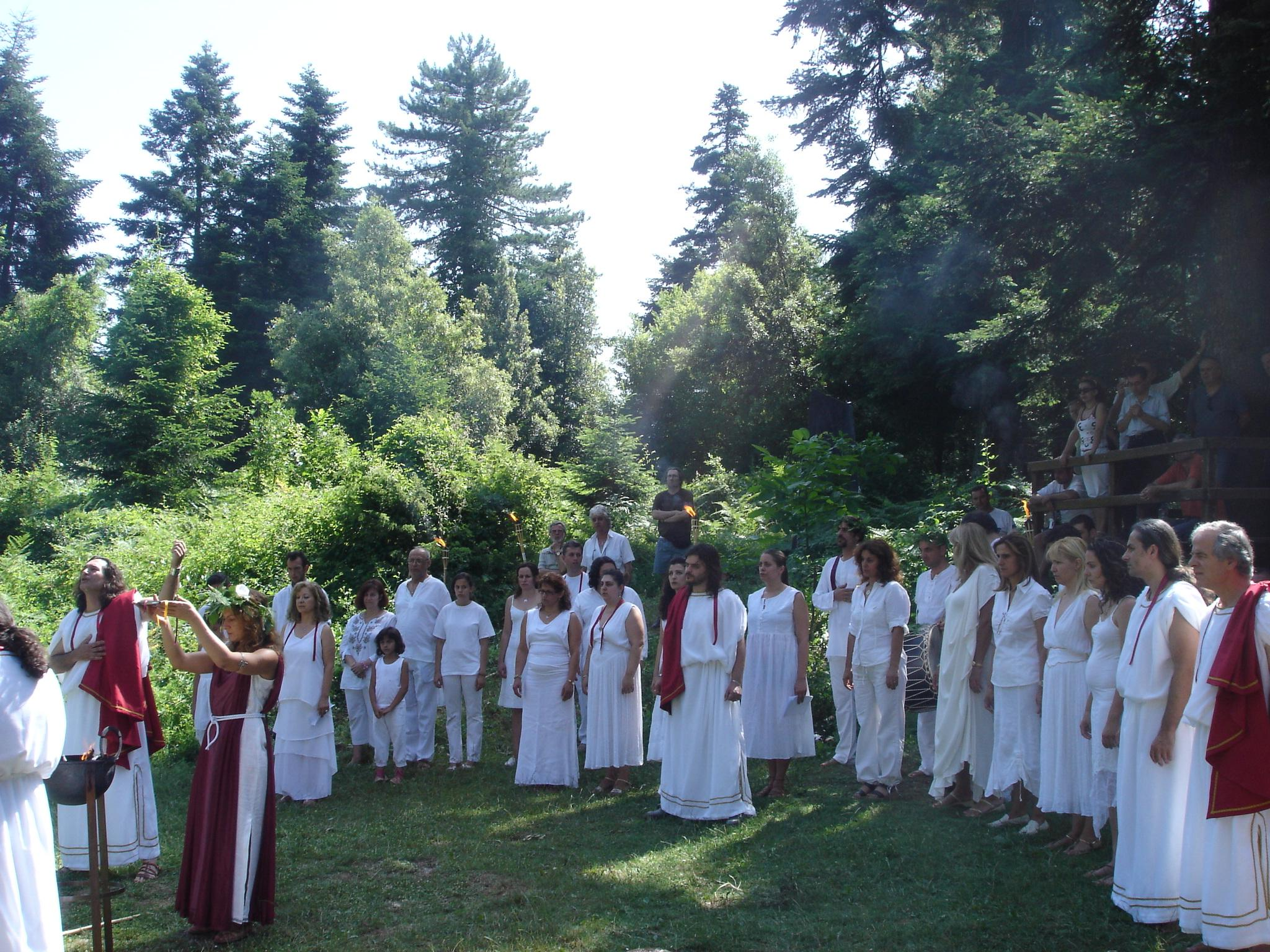
Obřad řeckých hellénů

Řecké slovo hellén (Ἕλλην), původně „Řek“, se stalo slovem pro nekřesťana a vyznavače starých náboženství ve 4. století. Historii tohoto významu lze sledovat již do období makabejského povstání (167–161 př. n. l. ) a Pavla z Tarsu (5–64/67), a to jako opozici Židů a „nevěřících“ Řeků. Ve 4. století jej ve smyslu nekřesťana začali používat křesťané, ale v době vlády Juliána (360–363) se pro sebe tak sami začali ze vzdoru nazývat sami někteří pohané. Nakonec toto slovo v běžném užívání prakticky ztratilo svoji spojitost s kulturou, ač nad tím mnozí doboví autoři, křesťanští i pohanští, hořekovali. Tento vývoj se odrazil i v latině, kde bylo někdy užíváno užíváno graecus „Řek“ jako synonymum k paganus a hellén překládáno jako paganus.
V současnosti slovo hellén užívají jako sebeoznačení následovníci řecké tradice, například členové Nejvyšší rady etnických Helénů.

#### Jazyčník
Ve slovanském prostředí je užíváno také výrazu jazyčník, ten je odvozen od praslovanského *językъ ve významu jak „jazyk (orgán)“ tak „jazyk (řeč). Ve staré církevní slovanštině získal tento výraz – iazykъ i význam „člen kmene či národa mluvícího určitým jazykem“ a bylo užíváno jako překlad latinského gentiles „(pohanské) národy“. Do slovanských jazyků bylo také přejato latinské paganus – pohan, to však ve východoslovanských jazycích získalo především význam „špatný, nepoživatelný“ a v náboženském významu se stalo pouze archaismem, v ruštině je tak jazyčnik běžným překladem pro slovo pohan. Ačkoliv je tak slovo jazyčník původně výrazem hanlivým a křesťanským, v rodnověří je snaha o jeho rehabilitaci, očištění a chápání jeho významu jako „obyvatel venkova spjatý s přírodou“ či „věrný původní řeči kmene“.

### Etnické či přírodní náboženství

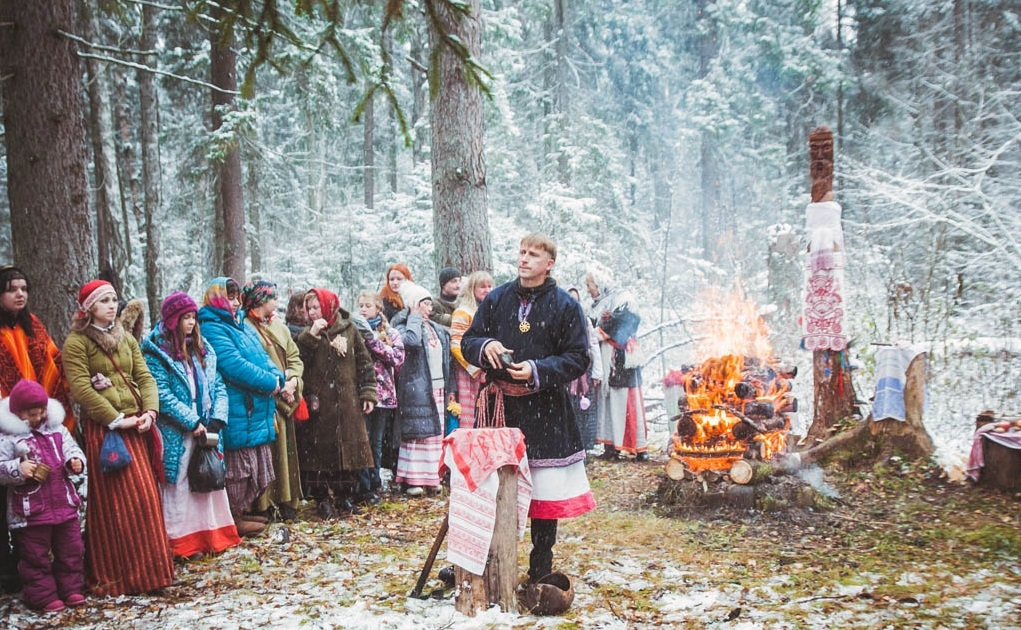
Ruští rodnověřci během obřadu zasvěcenému Mokoš

Slova pohan, heathen a obdobná slova v jiných jazycích jsou některými lidmi, kteří se hlásí k odkazu archaických náboženství, vnímána jako problematická a nevhodná pro jejich užívání křesťany jako hanlivých výrazů. Dobrým příkladem k ilustraci této diskuse byl průběh konference nazvané World Pagan Congress (Světový pohanský kongres) konané v roce 1998 v litevském Vilniusu. Během akce byla delegáty nejprve odmítnuta slovo pagan a heathen, poté i výraz Native European religion „rodné evropské náboženství“ vzhledem ke snaze účastníků zapojit do činnosti kongresu podobných náboženství celého světa. Výraz indigenous „domorodý“ byl odmítnut s poukazem na jeho užití evropskými kolonizátory, výraz tradiční pro svou neurčitost a nakonec se delegáti shodli na etnickém náboženství a organizace byla pojmenována World Congress of Ethnic Religions „Světový kongres etnických náboženství“. Výraz přírodní náboženství je zase oblíbený ve Spojených státech a Kanadě, kde novopohané kladou menší důraz na etnickou identitu, podobným výrazem je earth religion „náboženství země“.

## Víra

### Pojetí božství

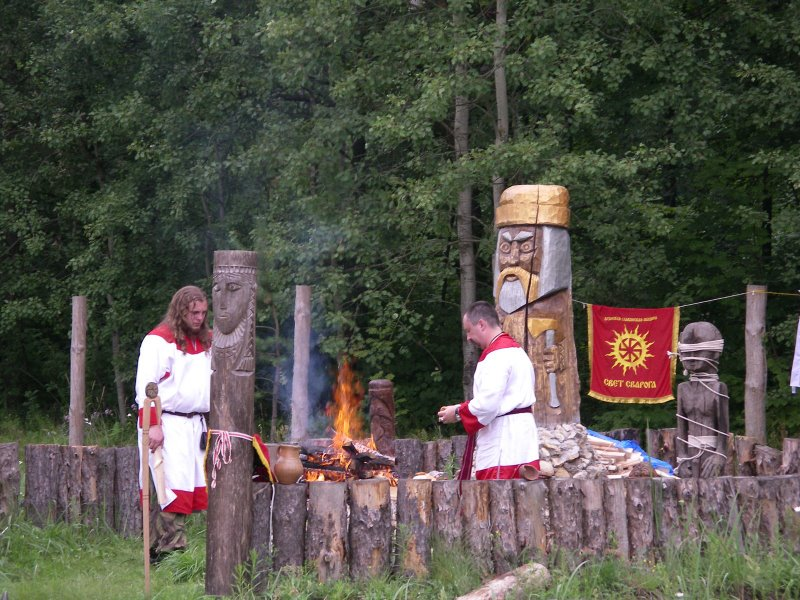
Ruští rodnověrci v přírodní svatyni v Kaluze

Nejčastějším pojetím božství v novopohanství je polyteismus, víra ve více bohů. Ten může být rozdělený na „silný“, který chápe božstva jako nezávislá na sobě i na lidské mysli, a „měkký“, který chápe božstva jako aspekty jediného božství nebo jungiánské archetypy. Některé novopohanské tradice mají také tendence k henoteismu či přímo monoteismu. Významný je duoteistický koncept wiccy, která ctí Bohyni a Boha, kteří mohou zahrnovat všechny bohyně a bohy. Běžný je také panteismus a animismus.
Božstva mají zpravidla lidskou podobu, podobně jako lidé i jednají a žijí a mýty o nich mohou obsahovat i komické prvky. Na rozdíl například od křesťanského Boha nejsou všemocní a dokonalí. Především v tvrdém polyteismu mohou být někteří bohové chápáni jako imanentní s přírodními jevy. Blíže monoteistickému chápání Boha má v některých novopohanských tradicích představa neosobního vesmírného řádu, jako je severský wyrd („osud“), litevský darnumas nebo egyptská maat. Podobným konceptem je hinduistická a buddhistická dharma.

### Obřady a rituál

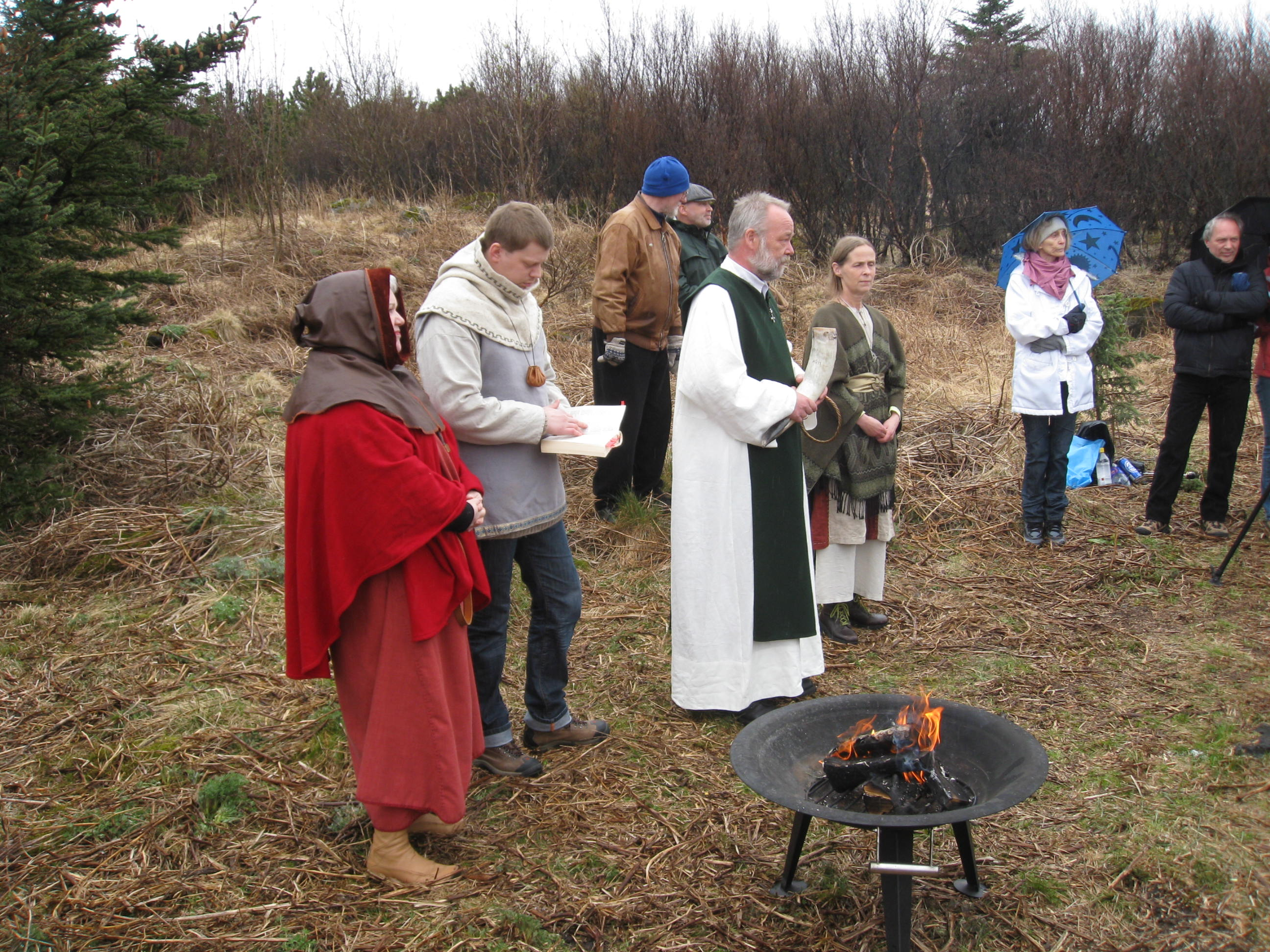
Obřad sigurblót islandského rekonstrukcionistického společenství Ásatrúarfélagið v létě roku 2009, které se hlásí k severské tradici Ásatrú

Ústředním prvkem novopohanské praxe jsou obřady a rituály, které vykazují velkou variabilitu forem. Obvykle se v nich snoubí prvky bohoslužebné, mystické i magické a folklórní. Může se jich účastnit libovolný počet osob, některé však mohou být praktikovány i jednotlivci v soukromí (modlitby, magické úkony aj.).
Jako veřejné jsou zpravidla slaveny rituály sezonní, které mohou mít i podobu festivalů, související s přírodními cykly, jako slunovraty, rovnodennosti nebo dožínky. Nejznámější novopohanské svátky jsou zahrnuty ve wiccanském Kolu roku, zahrnujícím osm sabatů, jako je například Beltaine nebo Jule. Jiné novopohanské tradice mají svůj vlastní cyklus svátků, ale většina z těchto kalendářů zahrnuje stejně jako Kolo roku slavení slunovratů, zemědělského cyklu a svátku mrtvých.
Soukromé rituály souvisí zpravidla s domácím kultem představovaným domácím oltářem či magickými praktikami. Mohou zahrnovat i modlitby a meditace.
Důležitou součástí rituálů jsou oběti, nejčastěji chleba, ovoce, květin, piva, vína a jiných nápojů. Lidské oběti praktikované v některých formách historického pohanství jsou odmítány, to ve většině případů platí i o obětech zvířecích. Při rituálech je často kladen důraz na estetiku, umělecké vyjádření a radostnou až extatickou náladu. Využívá se zpěv, poezie nebo tanec a oltáře i zpodobnění božstev jsou rozmanitými způsoby zdobeny. Časté je zapalování ohňů, v případě rituálů v uzavřených prostorech nahrazených svícemi.

### Etnicita

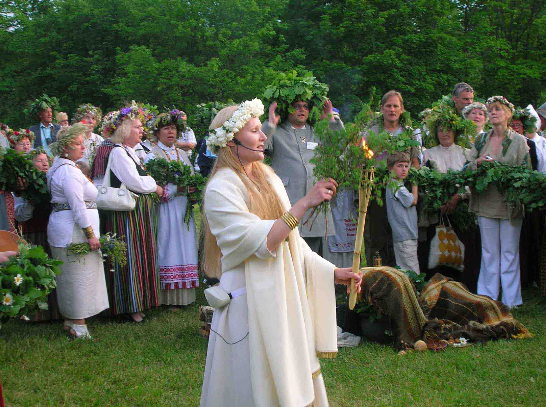
Shromáždění Rodné církve polské (Rodzimy Kościoł Polski)

Velká část novopohanských tradic následuje náboženský a kulturní odkaz určitého etnika, jedná se například o Rodnou víru, Ásatrú nebo keltský rekonstrukcionismus. Na tento aspekt je kladen důraz spíše v Evropě, zatímco v Severní Americe, jejíž obyvatelé se méně odvolávají na své evropské předky, není tak důležitý.

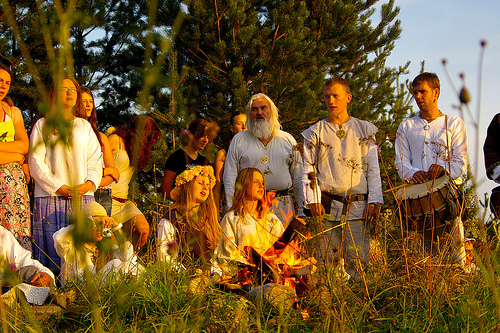
Rituál litevské Romuvy

Moderní pohanství bývá také v některých případech mylně spojováno s nacismem, a to pod vlivem germánsky orientované mystiky a esoterismu existujících v Německu na konci 19. a počátku 20. století. I v současnosti, především mezi germánskými pohany, existují skupiny a jednotlivci hlásící se k odkazu nacismu, ačkoliv německý nacismus se snahám o obnovu germánského náboženství bránil.
U některých novopohanů je kladen také důraz na dávnou indoevropskou jednotu. Přesto však všechny formy moderního pohanství nenásledují indoevropské náboženské tradice, nejtypičtějším příkladem je egyptské, finské a maďarské novopohanství a zpravidla feministická orientovaná hnutí jako Reclaiming nebo Goddess Movement, která se považují za následovníky matriarchálních tradic Indoevropany zničených.

## Hlavní proudy a tradice

### Rekonstrukcionismus

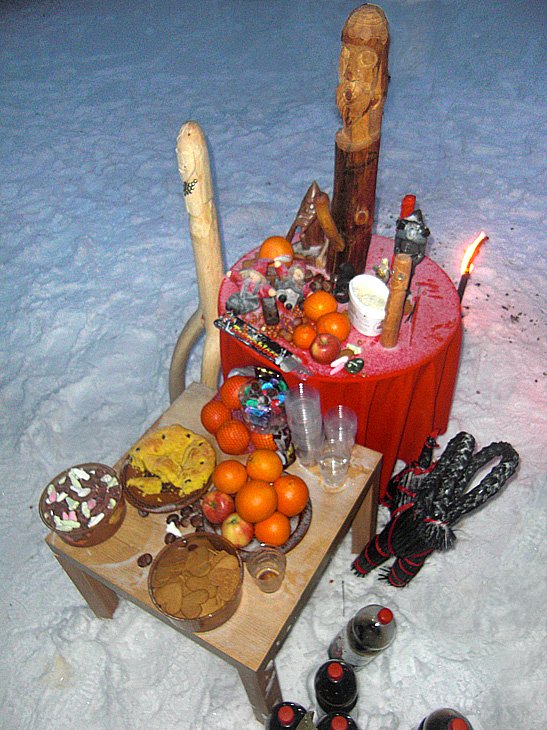
Venkovní oltář severských novopohanů během svátku Jule

Rekonstrukcionismus (též rekonstrukcionalismus) je forma novopohanství, která se snaží praktikovat co nejvíce autentickou verzi historického náboženství na základě vědeckého studia historie a mytologie, to se soustředí především na středověké texty, folklór, archeologické nálezy a jazyk určité etnické skupiny. Ačkoliv se zpravidla nebrání novým interpretacím a adaptacím, preferují pokud možno největší přiblížení původní podobě historických tradic spjaté s mýty. Z tohoto důvodu se rekonstrukcionisté často živě zajímají o vědecké trendy v historii, archeologii, etnologii a dalších oborech souvisejících s pohanským odkazem či se na nich přímo badatelsky podílí. Naproti volněji pojatému eklektismu jsou bohové vnímáni konkrétně – mají konkrétní atributy a předem definovanou podobu nerozlučně spjatou s příslušnou tradicí a mýty. Folklór a starověké mýty zásadně určují náboženským obřadům a zvyklostem jejich obsah a podobu.
Rekonstrukcionismus je rozšířen především v severní a východní Evropě, kde je kladen větší důraz na etnickou identitu. Často se projevuje jako obnova náboženství etnických předků, ačkoliv toto není pravidlem ani podmínkou a řada rekonstrukcionistů vyznává náboženství kultury, s níž sami etnický původ nesdílejí. Mezi jeho nejznámější formy patří:

#### Směry rekonstrukcionismu

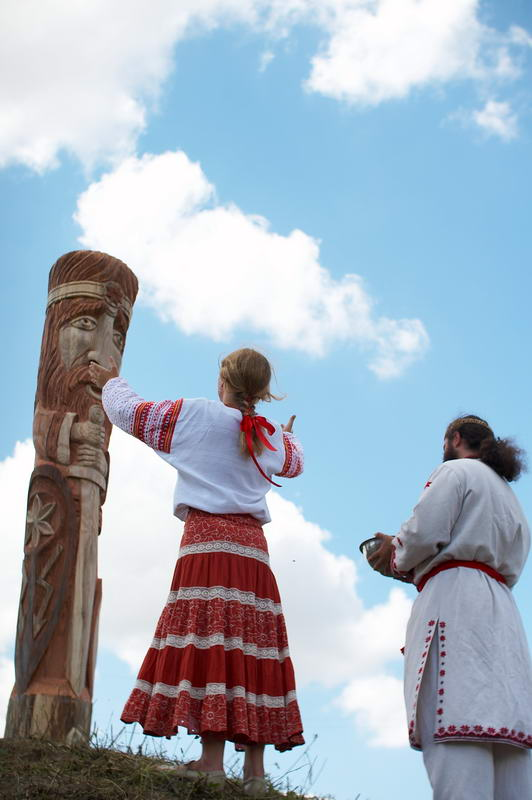
Uctívání Peruna ukrajinskými rodnověrci, Ternopilská oblast, Ukrajina

- germánské/severské novopohanství – heidenismus: ásatrú, vanatrú, rokkatrú/thursatrú/jötnatrú, ódinismus, wotanismus
- slovanské novopohanství – rodnověří, jazyčnictví
- keltské novopohanství – druidismus, druidství
- řecké novopohanství – helénství, helénismus
- římské novopohanství
- baltské novopohanství – romuva, dievturi, druwi
- egyptské novopohanství – kemetismus
- finské novopohanství – suomenusko
- sumerské-semitské novopohanství – zuismus, natib qadish
- čerkeské novopohanství – Adyghe Xabze

Dělení novopohanství na eklektické a rekonstrukcionistické není absolutní, neexistuje pevná hranice a oba tyto hlavní proudy se mohou více či méně navzájem ovlivňovat či prolínat. Příkladem mohou být různé formy germánského mysticismu a hnutí neo-völkisch nebo Isidino společenství. Naopak neodruidský řád ADF (Ár nDraíocht Féin – A Druid Fellowship) využívá rekonstrukcionistické metody.

### Eklekticismus
Jako eklektické se označují novopohanské směry, které nekladou tak výrazný důraz na autenticitu a vnímají pohanské dědictví volněji jako zdroj duchovní inspirace, které dále rozvíjí moderním pohledem. Jejich praxe nebývá svázána s kulturou a historií konkrétního etnika, dochází často ke kombinování různých praktik a tradic i z velmi odlišných a vzdálených kultur. Nejčastěji se zde střetávají předkřesťanské (řecké, keltské a orientální) vlivy a sentimenty s moderním čarodějnictvím, astrologií a věštěním. Jisté postavení zde mají i zájmy o magii vúdú a šamanismus (v amerických zemích je to zejména šamanismus indiánský). Eklektická forma novopohanství může v určitých případech hraničit s hnutím New Age. Božstva jsou vnímána jako univerzální přírodní síly, jejich podoba je vnímána zcela volně, nemají konkrétní podobu ani jméno. Mezi nejoblíbenější patří velké ženské božstvo (Trojná bohyně uctívaná zejména wiccany). Ta bývá synkreticky ztotožňována s kteroukoli jinou starověkou bohyní (jedná se hlavně o bohyně s podobnými znaky: Eset/Isis, Démétér, Artemis / Artemis z Efesu, Diana, Hekaté, Aštarté nebo různé keltské (galské, irské, velšské) bohyně. Totéž platí i o Rohatém bohovi.
Forma eklektismu je nejrozšířenější v anglosaských zemích, zejména Severní Americe a na Britských ostrovech, kde není kladen tak velký důraz na etnickou identitu.

#### Wicca a moderní čarodějnictví

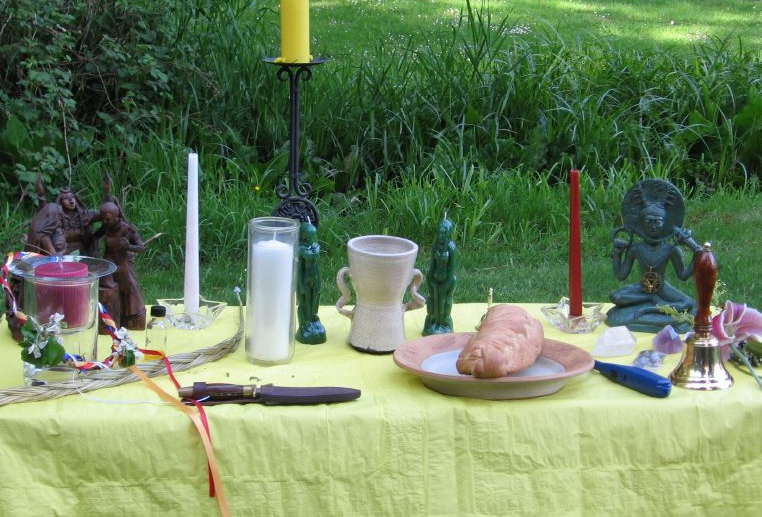
Wiccanský oltář

Moderní čarodějnictví je označení pro širokou škálu novopohanských tradic, které se snaží navázat na evropské tradice lidové přírodní magie. Nejznámější z nich je tradice wicca založená v polovině 20. století ve Spojeném království Geraldem Gardnerem. Jedná se o mysterijní iniciační tradici uctívají Bohyni a Rohatého boha, navazující na lidové čarodějnictví, inspirovanou řeckým pohanstvím, keltským pohanstvím i západním okultismem.

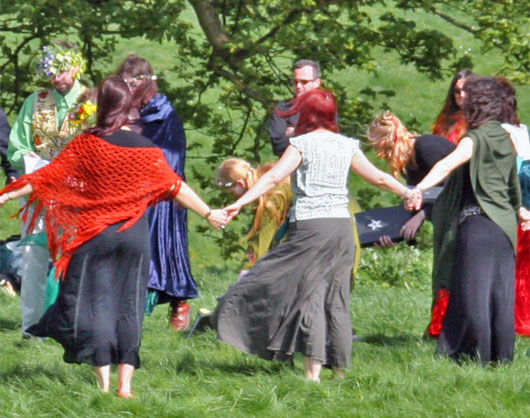
Wiccanský svatební rituál o Beltaine 2005, Avebury, VB

Wiccanské tradice, které předávají iniciaci v linii od Geralda Gardnera, se v anglosaských zemích označují jako Britská tradiční wicca. V České republice se setkáme s označením tradiční wicca nebo prostě jen wicca. Wiccanské rituály jsou založeny na oslavách svátků kola roku a jejich ústředními motivy jsou mýty a Rohatý bůh společně s Velkou matkou.
Ostatní tradice, jako Saská wicca, Dianická wicca nebo Keltská wicca, se označují jako eklektická wicca, protože nejsou založeny na iniciačním vztahu skupin (covenů), předpokládají samozasvěcení a čerpají i z jiných tradic.
Některé tradice svůj původ z wiccy vůbec neodvozují, jedná se například o italskou Stregherii, na extatické prožitky zaměřenou Feri a různé formy tradičního čarodějnictví. Čarodějnictví je kromě toho praktikováno i v jiných novopohanských směrech, například v Ásatrú se nazývá seidr (v případě mužského čarodějnictví galdr).

#### Neodruidismus

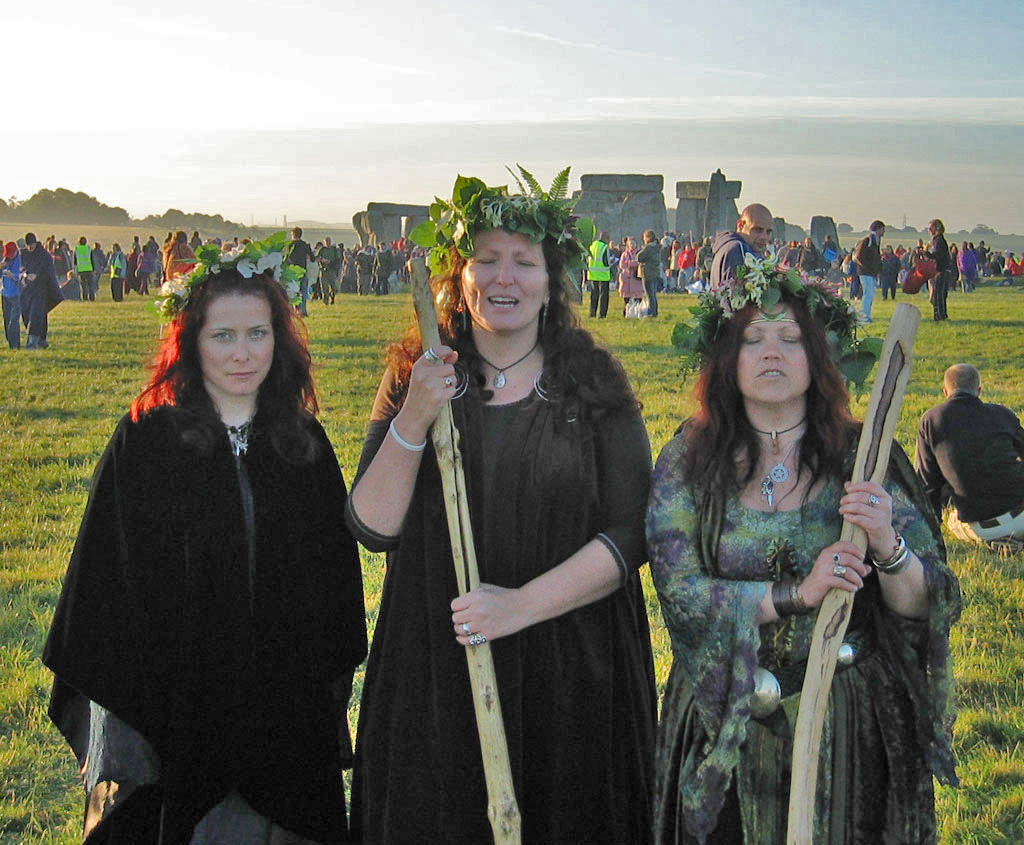
Stoupenkyně neodruidismu při svátku letního slunovratu, blízko Stonehenge, VB, 2005

Tradice neodruidismu (neodruidství) sahá až do konce 18. století, kdy vznikaly ve Spojeném království první druidské řády, jako např. Ancient Order of Druids (Dávný řád druidů), ovlivněné nastupujícím proudem romantismu a vlivem svobodného zednářství. Tyto společnosti však neměly skutečný náboženský ráz.

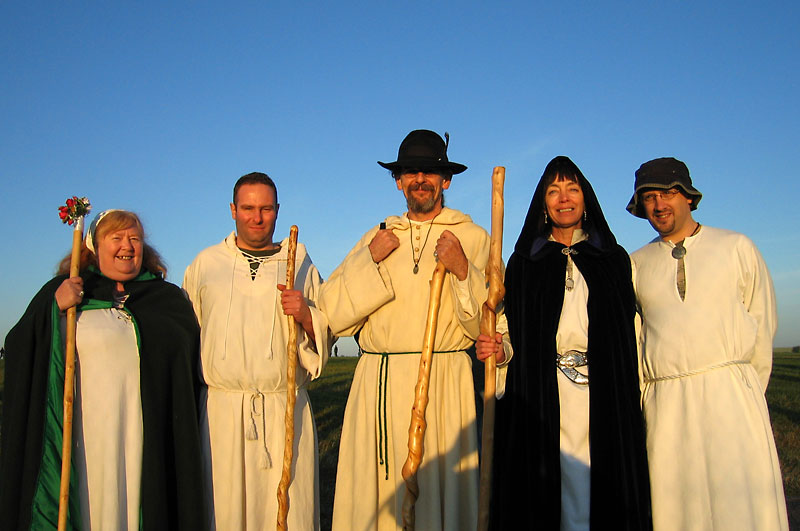
Skupina druidů, Stonehenge

Neodruidství je zaměřeno především na uctívání přírody a předků, častá je víra v reinkarnaci. Některé jeho tradice jsou monoteistické nebo jako OBOD přijímají členy bez ohledu na náboženské přesvědčení. Ačkoliv název druidství odkazuje na keltské dědictví, tak například členové ADF si volí libovolný z indoevropských panteonů.
V ČR se tento směr obvykle nazývá prostě „druidství“.

#### Ostatní eklektické směry
Na hranici hnutí New Age lze nalézt několik tradic a organizací, které se dají označovat za novopohanské. Jedná se například o Církev všech světů založenou v roce 1962, feministickou tradici Reclaiming založenou roku 1972 nebo Covenant of Unitarian Universalist Pagans, společnost unitářských universalistů, kteří se identifikují jako pohané.
Směry označované jako Vanatrú (svůj název odvodil od Ásatrú) nebo Rokkatrú (název pro odvrácený temný magický směr severského pohanství, který je tzv. stezkou levé ruky a „temným pohanstvím“) rovněž souvisí se severskými mýty a novopohanstvím, avšak se uchylují k vlastní interpretaci severské mytologie a ekleticismu na úkor rekonstruování historického severského náboženství. Nemohou být proto chápány jako rekonstrukcionismus.

#### Křesťanopohanství

Křesťanský keltský kříž s pentaklem

K novým náboženským hnutím a směrům spadajících pod novopohanství se také řadí směr, který je syntézou dvou vzájemně si odporujících věr, novopohanství a křesťanství. Křesťanopohanství (anglicky Christo-Paganism) je různorodý okrajový směr, jak již jeho samotný název naznačuje, je eklektickým synkretismem křesťanských a novopohanských představ a náboženských praktik.
Nejvíce stoupenců má křesťanopohanství v Severní Americe, kde se moderní čarodějnictví Wicca prolíná s většinovým křesťanstvím a vlivy tradic domorodých obyvatel. Mnohdy se křesťanopohané (Christo-Pagans) sami identifikují jako druidové, čarodějnice nebo animisté. Existuje také specifická tradice křesťanské Wiccy zvaná Trinitarian Wicca.
Křesťanopohané věří, na rozdíl od mnoha novopohanů, že novopohanství a křesťanství nejsou ve vzájemném rozporu. Wiccanská Bohyně inspirovaná starověkými bohyněmi bývá intuitivně ztotožňována s Pannou Marií kvůli shodným funkcím a atributům. Většina křesťanopohanů také věří v křesťanského Boha a Ježíše Krista. Někteří se modlí s křesťanským růžencem nebo jinými modlitebními korálky a přitom uctívají pohanská božstva jako je Persefona. Někteří praktikují ceremoniální magii nebo čarodějnictví. Objevili se zasvěcení křesťanští kněží, kteří se identifikují jako křesťanopohané.
Příčinami k rozvoji synkretismu mohou být různé, např. touha po odlišných duchovních zkušenostech a světonázoru mimo známou tradici. Častým argumentem novopohanů je romantický „návrat k víře předků“ aniž by bylo jasné, zda má takový krok obnášet také zavrhnutí monoteistické víry předchozích generací. Křesťané, kteří se rozhodnou pro přijetí novopohanství, váhají, zda se kvůli tomu zcela vzdát své původní víry, která je živou součástí společnosti nebo byla vírou jejich rodičů. Tito lidé místo aby přijali odpor k monoteismu (pro mnoho novopohanů typický), se mohou přiklonit k synkretické cestě křesťanopohanství.